# Stanley Dancer
Stanley Franklin Dancer, född 25 juli 1927 i West Windsor Township i New Jersey i USA, död 9 september 2005, var en amerikansk travkusk och travtränare. Han var ensam om att köra och träna tre Triple Crown-vinnare i travsport och passgångssport. Totalt körde han 23 Triple Crown-vinnare. Han var den första tränaren med en häst som sprungit in över en miljon dollar under sin tävlingskarriär (Cardigan Bay, 1968) och som kusk körde han American Harness Horse of the Year sju gånger. Under sin karriär vann han över 28 miljoner dollar och 3 781 lopp och kallades av United States Trotting Association "kanske den mest kända personligheten i sporten".

## Biografi
Dancer föddes i West Windsor Township i New Jersey den 25 juli 1927 och växte upp på en gård i New Egypt-delen av Plumsted Township i New Jersey, och bodde i området nästan hela sitt liv. 1999 flyttade han till Pompano Beach i Florida. Dancer hoppade av skolan redan efter åttonde klass.
Dancer körde sitt första lopp med en häst som han hade köpt för 75 dollar, som han hade vunnit från 4H. Han började köra hästar på Freehold Raceway 1945 och vann sitt första lopp året efter. Dancer startade en egen tränarrörelse under 1948, bland annat med en travare som han köpt för 250 dollar från sin hustrus universitetssparspengar, Candor. Candor sprang in hem 12 000 dollar hem under de följande tre åren.
En av Dancers första stora segrar tog han 1961 i International Trot på Roosevelt Raceway, då han körde egentränade Su Mac Lad och segrade på tiden 2:34.2 (1.16,8) i spöregn och på tung bana. Su Mac Lad blev den första amerikanskfödda hästen att segra i loppet, och tillsammans segrade de även i loppet 1963. 1964 körde Dancer in mer än en miljon kronor, vilket han blev den första kusk att göra. Han körde även Cardigan Bay, som blev den första amerikanska standardhästen att springa in över en miljon dollar. 1970 representerade han USA i World Driving Championship, och kom på tredje plats.
Efter operation för att behandla en tarmsjukdom dog hans älskade häst Dancer's Crown tre veckor före Hambletonian Stakes 1983, en häst som var favorittippad att segra i loppet. Han anmälde sedan den relativt okända Duenna efter uppmaningar från sin familj och vänner. Duenna segrade sedan i loppet, och blev det första stoet som segrat i loppet på 17 år. Tillsammans med Duenna deltog Dancer även i 1984 års upplaga av Elitloppet på Solvalla. Ekipaget slutade då på femte plats i kvalheatet, och kvalificerade sig därmed inte till finalheatet samma dag.
1995 tog han seger nummer 3 781, vilket även blev hans sista. Under sin karriär körde han in över 28 miljoner dollar som kusk. Han vann Triple Crown tre gånger med Nevele Pride (trav, 1968), Most Happy Fella (passgång, 1970) och Super Bowl (trav, 1972). Han segrade i Nordamerikas största travlopp Hambletonian Stakes fyra gånger (fem som tränare), och valdes in i United States Harness Racing Hall of Fame 1969.

### Privatliv
Han gifte sig första gången 1947, då med Rachel Young. Paret ansökte om skilsmässa 1983. 1985 gifte han om sig med Jody Dancer. Dancer hade fyra barn; två söner och två döttrar. Dancer avled den 9 september 2005 vid 78 års ålder, i sitt hem i Pompano Beach i Florida.

## Större segrar i urval
| År   | Lopp                | Häst             | Kusk           |
| ---- | ------------------- | ---------------- | -------------- |
| 1959 | Yonkers Trot        | John A. Hanover  | Stanley Dancer |
| 1961 | International Trot  | Su Mac Lad       | Stanley Dancer |
| 1963 | International Trot  | Su Mac Lad       | Stanley Dancer |
| 1965 | Hambletonian Stakes | Egyptian Candor  | Del Cameron    |
| 1965 | Yonkers Trot        | Noble Victory    | Stanley Dancer |
| 1968 | Hambletonian Stakes | Nevele Pride     | Stanley Dancer |
| 1968 | Kentucky Futurity   | Nevele Pride     | Stanley Dancer |
| 1968 | Yonkers Trot        | Nevele Pride     | Stanley Dancer |
| 1969 | Messenger Stakes    | Bye Bye Sam      | Stanley Dancer |
| 1970 | Adios Pace          | Most Happy Fella | Stanley Dancer |
| 1970 | Cane Pace           | Most Happy Fella | Stanley Dancer |
| 1970 | Little Brown Jug    | Most Happy Fella | Stanley Dancer |
| 1970 | Messenger Stakes    | Most Happy Fella | Stanley Dancer |
| 1971 | Yonkers Trot        | Quick Pride      | Stanley Dancer |
| 1971 | Adios Pace          | Albatross        | Stanley Dancer |
| 1971 | Cane Pace           | Albatross        | Stanley Dancer |
| 1971 | Messenger Stakes    | Albatross        | Stanley Dancer |
| 1972 | Hambletonian Stakes | Super Bowl       | Stanley Dancer |
| 1972 | Kentucky Futurity   | Super Bowl       | Stanley Dancer |
| 1972 | Yonkers Trot        | Super Bowl       | Stanley Dancer |
| 1973 | Cane Pace           | Smog             | Vernon Dancer  |
| 1975 | Hambletonian Stakes | Bonefish         | Stanley Dancer |
| 1975 | Yonkers Trot        | Surefire Hanover | Stanley Dancer |
| 1976 | Cane Pace           | Keystone Ore     | Stanley Dancer |
| 1976 | Little Brown Jug    | Keystone Ore     | Stanley Dancer |
| 1983 | Hambletonian Stakes | Duenna           | Stanley Dancer |